# Росдорф (Тирингија)
Росдорф (њем. Roßdorf) општина је у њемачкој савезној држави Тирингија. Једно је од 65 општинских средишта округа Шмалкалден-Мајнинген. Према процјени из 2010. у општини је живјело 702 становника. Посједује регионалну шифру (AGS) 16066061.

## Географски и демографски подаци
Росдорф се налази у савезној држави Тирингија у округу Шмалкалден-Мајнинген. Општина се налази на надморској висини од 380 метара. Површина општине износи 17,3 km². У самом мјесту је, према процјени из 2010. године, живјело 702 становника. Просјечна густина становништва износи 41 становника/km².

## Међународна сарадња
| Мјесто | Држава | Врста сарадње | Од    |
| ------ | ------ | ------------- | ----- |
| Кошћан | Пољска | партнерство   | 1996. |
| Извор  |        |               |       |